# From Wishes to Eternity
From Wishes to Eternity - Live is een live DVD/VHS/CD van de Finse metalband Nightwish. Het concert was opgenomen op 29 december 2001 in Tampere, Finland.

## Tracklist
1. "The Kinslayer"
2. "She Is My Sin"
3. "Deep Silent Complete"
4. "The Pharaoh Sails to Orion" (feat. Tapio Wilska)
5. "Come Cover Me"
6. "Wanderlust"
7. "Instrumental (Crimson Tide/Deep Blue Sea)"
8. "Swanheart"
9. "Elvenpath"
10. "FantasMic (Part 3)"
11. "Dead Boy's Poem"
12. "Sacrament of Wilderness"
13. "Walking in the Air"
14. "Beauty & the Beast" (feat. Tony Kakko)
15. "Wishmaster"

## Bonusmateriaal
Op de dvd staan ook de officiële video's van The Carpenter en Sleeping Sun en live video's van The Kinslayer en Walking In The Air. Verder staan er ook 'deleted scenes' en interviews met Tarja Turunen en Tuomas Holopainen op.